# Поликарп Диамандопулос
Поликарп (на гръцки: Πολύκαρπος, Поликарпос) е гръцки духовник, епископ на Александрийската патриаршия от 2024 година.

## Биография
Роден е на 2 февруари 1973 година в Илиуполи, предградие на град Солун, Гърция. Учи в катедрата по електротехника и компютърно инженерство на Солунския университет. Учи православно богословие в университета Еурака в Швейцария. Замонашва се в скита „Света Анна“ на Света гора. От 2010 година до 2018 година служи в Мадагаскарската епархия на Александрийската православна църква. От 2018 година до 2022 година служи като протосингел на Толиарската епархия. На 6 март 2022 година е назначен за патриаршески епитроп на Кисанганската епископия, създадена в 2018 година.
На 10 март 2024 година е ръкоположен за бунийски и кисангански епископ – новата титла на епархията, преместена от Кисангани в Буния. Ръкополагането става в манастира „Свети Сава“ в Александрия от патриарх Теодор II Александрийски в съслужение с митрополитите Гавриил Леонтополски, Пантелеймон Птолемаидски, Нарцис Пилусийски, Герман Тамиатейски и епископите Продром Толиарски и Южномадагаскарски, Исаак Буджумбурски и Бурундийски, Козма Константиански и Стефан Хипонски.